# Потосі
Потосі́ (кечуа Putusi айм. P’utuqsi «гуркіт», ісп. Potosí) — місто в Болівії, столиця департаменту Потосі.
Місто розташоване на висоті 4090 м (часто стверджується, що це найвище місто у світі) біля підніжжя гори Серро-де-Потосі або Серро-Рико («багата гора»), що підноситься над містом (її висота 4824 м над рівнем моря). Гора справді багата срібними рудами.

## Походження назви

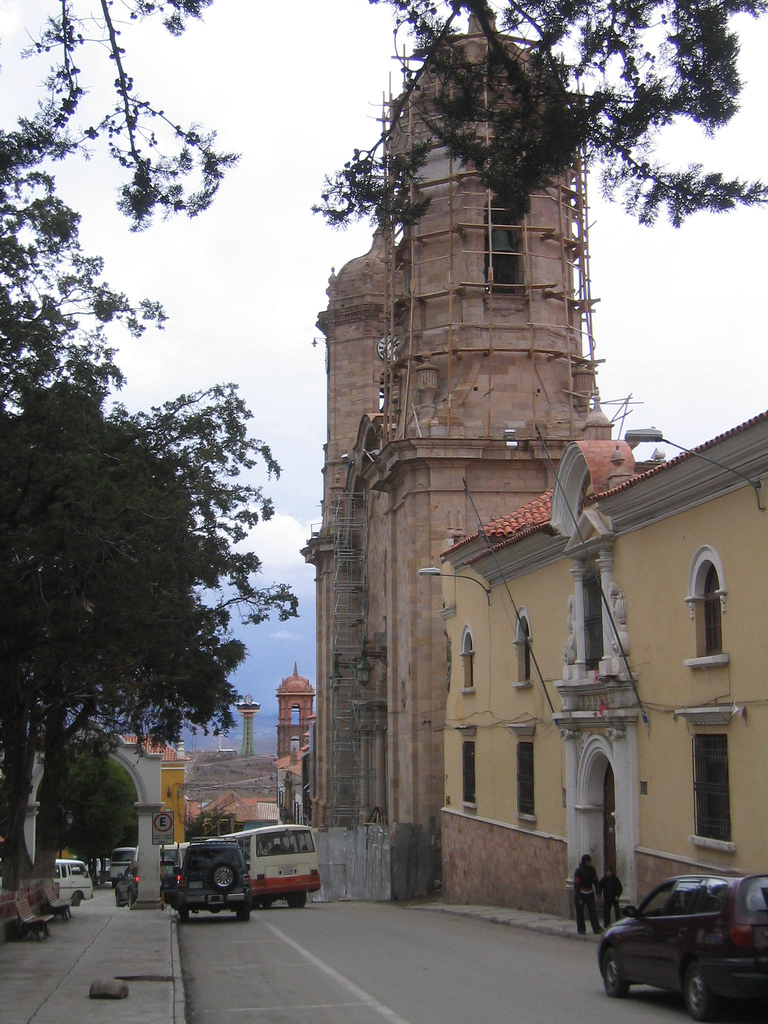

Надійних етимологічних даних щодо назви міста немає. Згідно з легендою, близько 1462 року Уайна Капак, одинадцятий Сапа Інка (правитель Тауантінсую) «вирушив до Кколке-Порко і Андаккауа, багатих шахт, з яких були видобуті незчисленні арроби (міра ваги, близько 10 кг) срібла». По дорозі він побачив гору (майбутню Потосі) і вражений її красою сказав придворним: «Ця гора без сумніву повинна мати срібло в своєму серці» та наказав принести туди знаряддя та розпочати роботу. Слуги вибралися на гору, знайшли срібні жили та намагалися розколоти їх, але в цю мить громоподібний шум струсонув гору і гучний голос наказав: «Не беріть срібло з цієї гори, воно призначене для інших господарів». Інки повернулися до царя та розповіли про цю подію, їхньою мовою громоподібний шум звучав як «потоксі» (potocsí). Після зміни однієї букви воно дало назву горі, а потім — і місту.
Вважається, що назва походить із мови кечуа. Але цією мовою словосполучення «громоподібний шум» не звучить схоже на «потосі», проте саме це означає слово «потох» (p'otoj) мовою аймара. В такому разі, якщо назва пов'язана з шумом, вона аймарського походження, а не кечуанського. Проте, саме слово «потосі» звучить нехарактерно ні для кечуа, ні для аймара.

## Історія

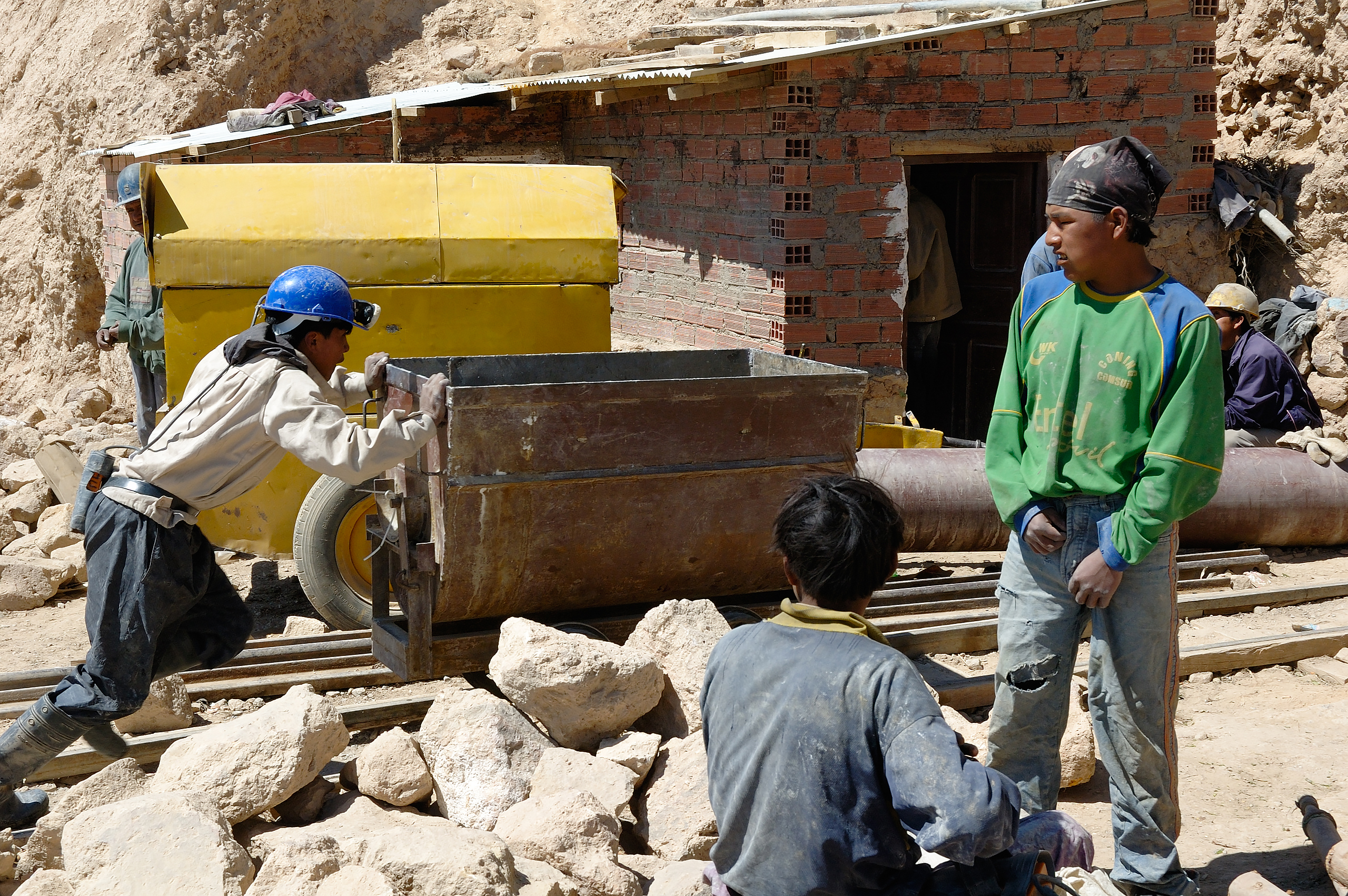
Шахтарі за роботою

Іспанці, що отримали відомості про цю гору від індіанців, відшукали її у 1544 році, але самостійно виявити руду не змогли. На поверхневі виходи срібних покладів їм вказав індіанець-пастух Уальпа (Гуалчі). Офіційний титул «першовідкривача й засновника» найбагатшого срібного рудника всіх часів і народів отримав хазяїн індіанця, конкістадор Хуан де Вільяроель, якого завдяки цій знахідці призначили віце-королем Нового Світу. У 1545 Вільяроель привів до Багатої Гори 170 іспанських поселенців та 3 тис. індіанців і заснував там шахтарське селище, яке потім стало містом.
Місто було засноване в 1546 році й швидко розбагатіло. Завдяки незліченним скарбам срібної гори вже за чверть століття населення міста досягло 120 тис. осіб, а до середини XVII ст. — перевищило 180 тис., що становило понад третину всього європейського населення Америки тих часів.
Місто Потосі стало одним з найбільших міст Південної Америки. У XVII ст. Потосі було найбільшим і найвпливовішим містом Нового Світу, до якого зверталися погляди усієї Європи. Багатства Потосі притягували сюди найвідоміших архітекторів, скульпторів, художників, поетів, монахів і подвижників церкви. Там діяло 86 християнських храмів, а багато вулиць були шедеврами іспанської колоніальної архітектури (місто занесене до Списку світової культурної спадщини ЮНЕСКО, хоча значна частина автентичних пам'яток була втрачена).

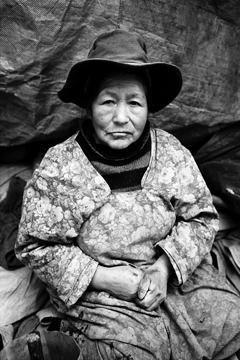
Вдова шахтаря (документальне фото, Мануель Рівера-Ортіс, 2004)

В іспанській мові ще зберігається вислів «бути вартим потосі» (valer un potosí), маючи на увазі велике багатство. Для європейців віце-королівство Перу (до якого належало місто) було казковою країною багатств. Потосі став символом багатства, і в такому значенні вживається, наприклад, у романі «Дон Кіхот» Мігеля де Сервантеса (друга частина, глава LXXI). За одною з теорій, знак монетного двору Потосі (переплетені букви «PTSI») став прообразом знака долара.
Саме з Потосі походила більша частина срібла, що відправлялося з Південної Америки до Іспанії. За офіційними даними, з 1556 по 1783 роки там було видобуто 45 тис. тонн чистого срібла, з яких 7 тис. тонн досягли Іспанії. За наказом Франсиско де Толедо на шахті використовувалася праця індіанців у вигляді міти, тобто суспільних робіт. На шахті загинули тисячі індіанців, не стільки через важку працю, скільки через отруєння ртуттю: у «процесі патіо», що застосовувався для очищення срібла, руда подрібнювалася, змішувалася зі ртуттю з утворенням амальгами, перемішування робили голими ногами індіанці. Після цього ртуть усувалася нагріванням, з утворенням великої кількості смертоносних парів. За всі часи там загинуло близько 8 млн індіанців[неавторитетне джерело].
Зі значним скороченням індіанського населення та зменшенням числа придатних для робіт працівників, в 1608 році адміністрація колонії запросила метрополію надсилати 1500–2000 африканських рабів на рік. Запит був задоволений частково, і всього було завезено близько 30 тис. рабів. Африканські раби навіть заміняли мулів, бо виявилися дешевшими за цих тварин.
Після 1800 року запаси срібла були виснажені, і головним продуктом видобутку стало олово, прибутки впали, і місто почало занепадати. У відносно невеликій кількості срібло видобувають і досі. Умови роботи залишаються не дуже добрими, методи, що використовуються тут, застарілі, захисного обладнання проти пилу практично немає, і шахтарі мають дуже коротку середню тривалість життя, помираючи від силікозу у віці близько 40 років.

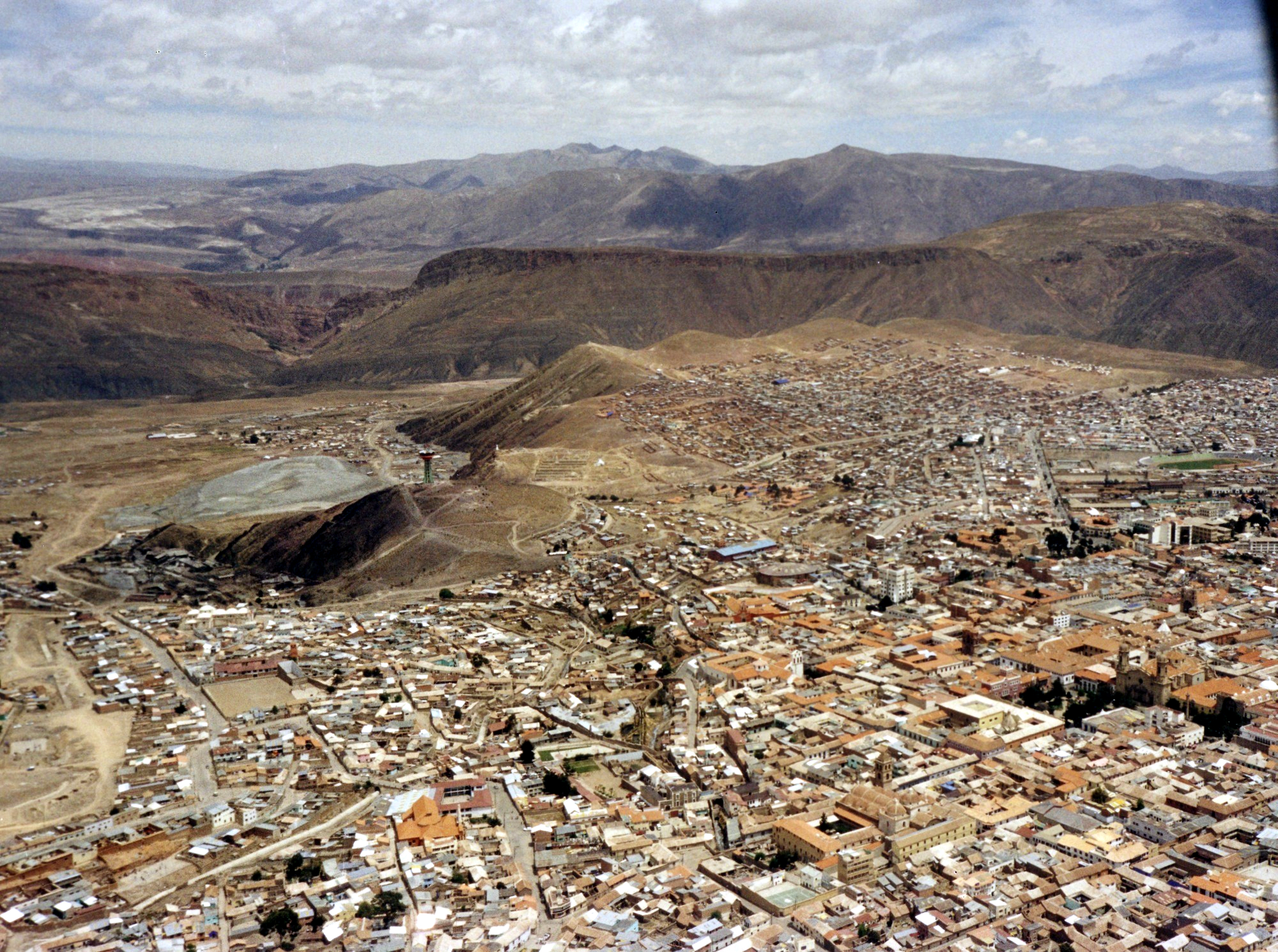
Потосі з повітря

Під час війни за незалежність Болівії (1809–1825) Потосі багато разів переходив із рук у руки. Помилки командування Першої Армії роялістів з Буенос-Айреса (під командуванням Хуан Хосе Кастеллі) привели до ворожнечі місцевого населення, збільшення опору та підтримки незалежності. Таке відношення робило захист міста роялістами дуже важким. Командувач Другої Армії, Мануель Бельграно, значно покращив ставлення до роялістів. Проте і йому довелося відступити, відступаючи він наказав підірвати монетний двір міста, і лише місцеві мешканці не дали йому можливості це зробити. Пізніше ще дві експедиції з Буенос-Айреса брали місто, й обом довелося відступити.

## У культурі
Місто Сан-Луїс-Потосі в Мексиці названо на честь Потосі. У США назву Потосі дали шахтарському містечку Потосі у Вісконсині, де видобувають свинець,, містечкам Потосі в Міссурі і Потосі в Невада.

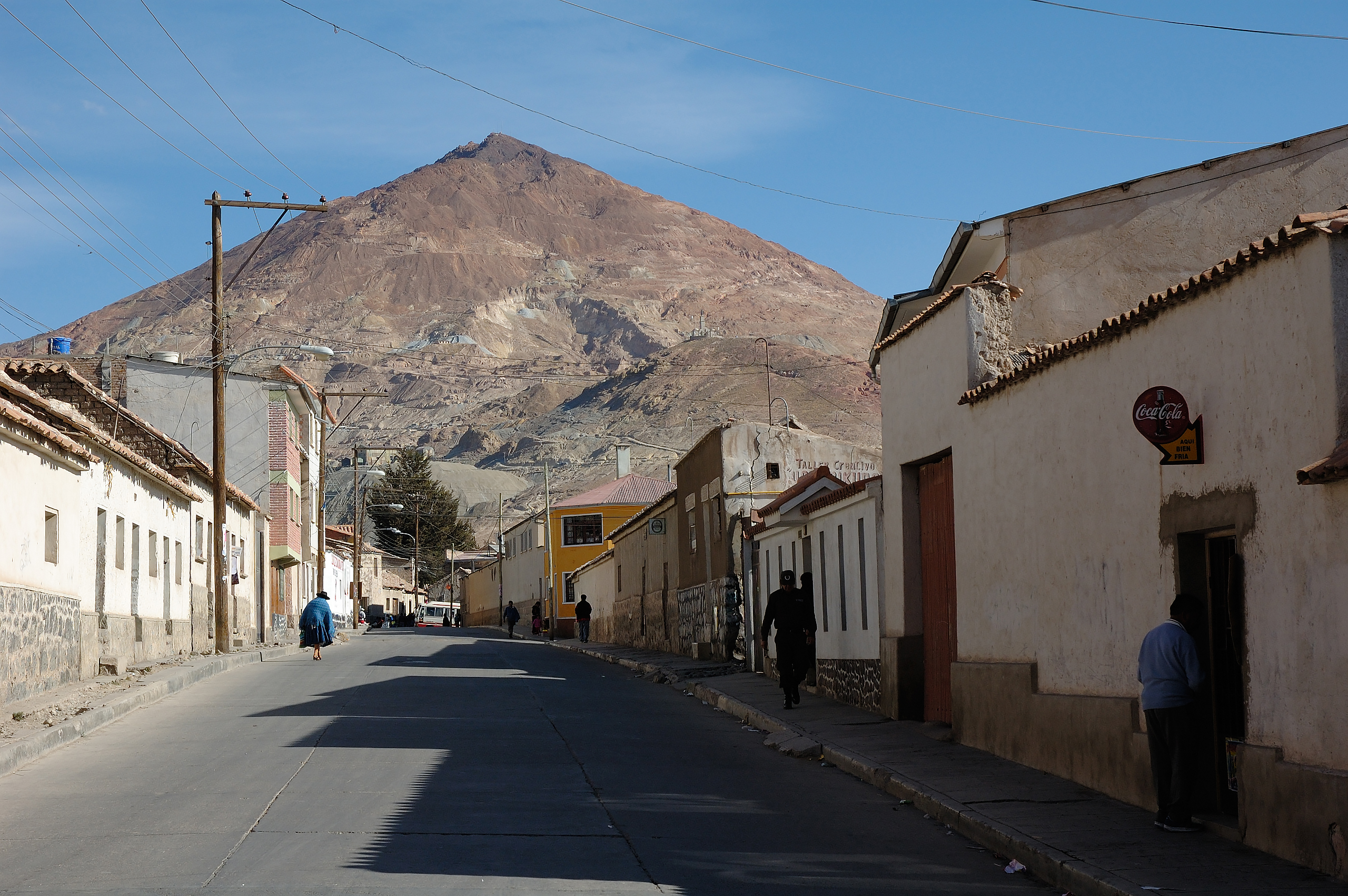
Вуличка міста та гора Серро-Рико (на задньому плані)